# 238-я улица (линия Бродвея и Седьмой авеню, Ай-ар-ти)
|   |   |   |   |   |
| · | · | · | · | · |

|   |   |   |   |   |
| · | · | · | · | · |

«238-я улица» (англ. 238th Street) — станция Нью-Йоркского метрополитена, расположенная на линии Бродвея и Седьмой авеню, Ай-ар-ти.  На станции останавливается маршрут 1 (круглосуточно). Она представлена двумя боковыми платформами, обслуживающими два локальных пути (центральный путь не используется для регулярного движения поездов).
Станция была открыта 1 августа 1908 года. К северу от станции имеются два пути, сворачивающие в депо «240-я улица».
Станция находится на участке между 215th Street и Van Cortlandt Park — 242nd Street, который был последним продлением линии IRT Broadway — Seventh Avenue Line.

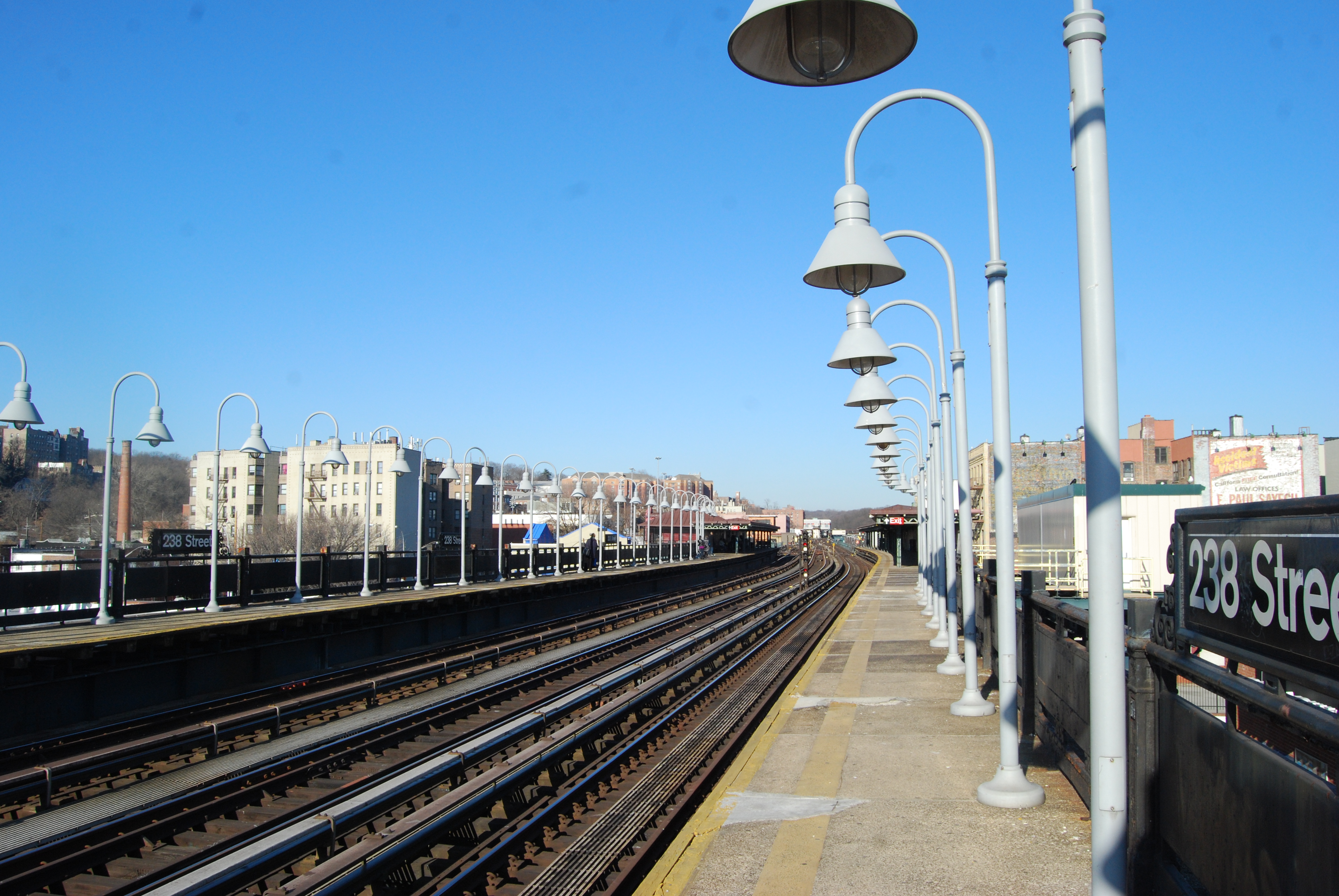
Платформы